# V509 Cassiopeiae
V509 Cassiopeiae (abgekürzt V509 Cas), auch bekannt als HR 8752,  ist ein Stern des Sternbildes Cassiopeia.
V509 Cassiopeiae ist ein gelber Riesenstern vom Typ-G mit einer mittleren scheinbaren Helligkeit von +5,10. Seine Entfernung zur Erde beträgt mindestens 7800 Lichtjahre. Er ist als halbregelmäßig veränderlicher Stern klassifiziert. Seine Helligkeit schwankt von Magnitude +4,75 bis +5,5. Nach RW Cephei ist V509 Cassiopeiae der hellste Stern der Sternassoziation Cep OB1.

Die genaue Natur von V509 Cassiopeiae und seiner Helligkeitsschwankungen ist bisher noch nicht verstanden; so wird unter anderem vermutet, dass dabei auch ein möglicher Begleitstern eine gewisse Rolle spielen könnte.